# Мамонты (сериал)
«Мамонты» —  российский сериал режиссёра Михаила Чистова. Пилотную серию снял Иван Соснин. Главные роли исполнили Юрий Стоянов, Елизавета Ищенко и Марьяна Спивак.
В июне 2023 года сериал был показан на кинофестивале «Пилот» и получил премии в категориях «Лучший пилот сериала. Выбор зрителей» и «Выбор прессы».
4 декабря 2024 года сериал был показан в центрах проекта «Московское долголетие», 6 декабря прошёл закрытый показ в московском «Кибердоме».
Премьера состоялась 9 декабря 2024 года в онлайн-кинотеатре Okko.

## Сюжет
Пенсионер Николай Николаевич после продажи своей квартиры перебрался к дочери в Москву. Он планировал приобрести новое жильё, но средства на покупку украл с его карты интернет-мошенник. После обращения в правоохранительные органы становится ясно, что шанс вернуть украденное ничтожно мал. Николай Николаевич решает действовать самостоятельно вместе с 15-летней внучкой, которая соглашается помочь только для того, чтобы дед скорее от них съехал.

## В ролях
| Актёр                | Роль                                   |
| -------------------- | -------------------------------------- |
| Юрий Стоянов         | Николай Николаевич пенсионер           |
| Елизавета Ищенко     | Полина внучка Николая Николаевича      |
| Марьяна Спивак       | Юлия дочь Николая Николаевича          |
| Лев Малишава         | Роман Меркелов                         |
| Наталья Павленкова   | Наталья Леонидовна                     |
| Роман Хан            | таксист                                |
| Екатерина Стулова    | Анна                                   |
| Наталия Потапова     | Галина Борисовна мама Романа Меркелова |
| Василий Копейкин     | Сева                                   |
| Тимофей Кочнев       | Олег                                   |
| Маргарита Дьяченкова | Катюня                                 |
| Денис Яковлев        | Николай охранник в школе               |
| Егор Павлычев        | Виталик                                |

## Список серий

### 1 сезон
| Серия | Дата премьеры   |
| ----- | --------------- |
| 1     | 9 декабря 2024  |
| 2     | 10 декабря 2024 |
| 3     | 11 декабря 2024 |
| 4     | 12 декабря 2024 |
| 5     | 16 декабря 2024 |
| 6     | 17 декабря 2024 |
| 7     | 18 декабря 2024 |
| 8     | 19 декабря 2024 |
| 9     | 23 декабря 2024 |
| 10    | 24 декабря 2024 |
| 11    | 25 декабря 2024 |
| 12    | 26 декабря 2024 |

## Производство
Сериал снят компанией Дженерал Криэйшн по заказу онлайн-кинотеатра Okko.
Съёмки стартовали в феврале 2023 года.
В июне 2023 года вышел первый трейлер.

## Реакция
Сериал получил преимущественно положительные оценки от российских кинокритиков.
Павел Воронков (Газета.ru): «„Мамонты“ — очаровательный краудплизер: милая поколенческая комедия и идейный наследник „Вампиров средней полосы“, в смысле, еще один сериал, из-за которого хочется артиста Стоянова себе в дедушки. Шоу располагает житейской точностью комедии наблюдений (ее оценят все, кто имел дело с родителями пенсионного возраста; кажется, это надежная формула успеха на „Пилоте“, где в прошлом году в зрительском голосовании победило шоу „Друг на час“), подсаживает чудесной химией актерского дуэта Стоянова и Ищенко, а вместо того, чтобы остаться в безопасных рамках ситкома, еще и умудряется удивить, водрузив здешнюю историю на детективные рельсы».
Ная Гусева (Film.ru): «„Мамонты“ заставляют нас смеяться, огорчаться и надеяться, что дальше будет лучше, а значит, выполняют заложенные в проект функции. Несложно проникнуться историей обманутого пенсионера, точно как и матери-одиночки или дочери-бунтарки».
Сергей Ефимов («Комсомольская правда»): «На первом плане в „Мамонтах“ сталкиваются два мира — циничная, заточенная под молодых столица, где надо крутиться как белка в колесе, чтобы просто выжить, и степенная провинция, где старость всё ещё означает мудрость. Пожилой отец и дед открывает дочке и внучке глаза на простые, но забытые в ходе бесконечной гонки за выживанием истины. Например, на то, что любовь и уважение — главное в воспитании детей. Но и Юле с Полиной, конечно, есть чему научить Николая Николаевича. Нельзя же быть настолько наивным. И труднообучаемым азам digital-знаний».
Елена Зархина («Правила жизни»): «„Мамонты“ умудряются не скатиться в назидательное кино о том, как жить. Оно не проповедует и не читает морали. На одного блаженного Николая Николаевича здесь приходится с десяток потерянных героев, с которых сложно брать пример. Это работает и на достоверность истории, и на контраст предложенных образов — не был бы герой Стоянова так умилительно обворожителен, если бы не окружающие, которым далеко до его внутренней цельности».
Редакция «Киногуру»: «„Мамонты“ подкупают актуальной проблематикой, ведь сегодня трудно встретить человека, который не сталкивался с телефонными мошенниками. Если уже не вы сами, то близкие родственники точно становились жертвами махинаций. А пожилые люди в случае киберпреступлений более наивны и уязвимы. Может быть, сериал поможет бабушкам и дедушкам не доверять незнакомым людям и не расставаться с последними деньгами. Ведь за каждой подобной историей скрывается настоящая трагедия».
Михаил Трофименков (Коммерсантъ) отрицательно высказался о сериале, назвав Стоянова «главным достоинством и главным недостатком» произведения и раскритиковав сценарий: «Абстрактный пенсионер. Абстрактная бизнесвумен Юля, столь же абстрактная Полина, чей бунт против окружающей реальности сводится к закатыванию глаз, косноязычию и перманентному хамству, и ее случайный друг, воплощающий все расхожие стереотипы о хакерах. Но главная беда сериала заключается в том, что с самого начала ясно: все будет хорошо. Волки возлягут рядом с ягнятами, поколения примирятся на основе семейных ценностей, Юля с Романом обретут друг друга наново, а хилый хакер лишится девственности».

## Награды
- 2023 — две премии кинофестиваля «Пилот» в категориях «Лучший пилот сериала. Выбор зрителей» и «Выбор прессы»[12]